# Marquis Daniels
Marquis Antwane Daniels (Jasper, 7 gennaio 1981) è un ex cestista statunitense, professionista nella NBA.
Daniels non fu chiamato nel Draft NBA 2003 ma è divenuto comunque un giocatore con una discreta rotazione, totalizzando in 9 anni 21,4 minuti di media a partita.
Ha frequentato la stessa high school del 7 volte All Star Tracy McGrady, la Mount Zion Christian Academy.

## Carriera
La sua proiezione al Draft NBA 2003 era al secondo giro, ma il suo nome non è chiamato. Firma un contratto da un anno al minimo salariale con i Dallas Mavericks allenati da Don Nelson.
Divenuto elemento importante del roster dei Mavs, firma nell'estate del 2004 un contratto da 6 anni per un totale di 38 milioni di dollari.
Il 6 luglio 2006, i Mavericks scambiano Daniels con Austin Croshere degli Indiana Pacers. Nel 2009 i Pacers scelgono di non usare la loro team option su Marquis che diventa free agent.
Il 1º settembre 2009 Marquis firma con i Boston Celtics.
Il 6 febbraio 2011, durante una partita contro gli Orlando Magic, Daniels si scontra con Gilbert Arenas, riportando una contusione al midollo spinale. Marquis rimane a terra immobile diversi minuti prima di essere portato via in barella. Prima di uscire dal campo fa un cenno per rassicurare il pubblico del TD Garden di Boston, poi, in ospedale, riacquista il movimento di braccia e gambe.
Il 24 febbraio 2011 i Celtics scambiano Daniels per una seconda scelta protetta del 2017 con i Sacramento Kings. Non ha mai giocato per i Sacramento Kings ed è diventato free agent il 1º luglio 2011.
Dopo il lock-out NBA, Daniels firma per un anno di nuovo con i Boston Celtics.
Il 25 settembre 2012 diventa un giocatore dei Milwaukee Bucks.

## Carriera da rapper
Marquis Daniels non è solo un cestista ma è anche un rapper. Il suo nome sul palco è "Q6" ed il suo singolo di maggior successo è "Come Here Nikki". Ha collaborato con molti artisti incluso Torrence "Lil Boosie" Hatch.

## Statistiche

### College
| Anno      | Squadra       | PG  | PT | MP   | TC%  | 3P%  | TL%  | RP  | AP  | PRP | SP  | PP   |
| --------- | ------------- | --- | -- | ---- | ---- | ---- | ---- | --- | --- | --- | --- | ---- |
| 1999-2000 | Auburn Tigers | 17  | 0  | 12,7 | 44,4 | 20,0 | 50,0 | 2,6 | 0,5 | 0,3 | 0,1 | 4,5  |
| 2000-2001 | Auburn Tigers | 32  | 31 | 30,4 | 52,2 | 22,9 | 64,5 | 7,0 | 1,6 | 2,2 | 0,7 | 15,7 |
| 2001-2002 | Auburn Tigers | 28  | 25 | 28,8 | 44,2 | 35,5 | 63,5 | 5,3 | 4,1 | 1,9 | 0,2 | 11,6 |
| 2002-2003 | Auburn Tigers | 34  | 34 | 34,9 | 51,3 | 30,6 | 67,3 | 6,2 | 3,3 | 2,3 | 0,2 | 18,4 |
| Carriera  | Carriera      | 111 | 90 | 28,7 | 49,6 | 29,6 | 64,6 | 5,6 | 2,6 | 1,9 | 0,4 | 13,8 |

### NBA

#### Regular Season
| Anno      | Squadra          | PG  | PT  | MP   | TC%  | 3P%  | TL%  | RP  | AP  | PRP | SP  | PP   |
| --------- | ---------------- | --- | --- | ---- | ---- | ---- | ---- | --- | --- | --- | --- | ---- |
| 2003-2004 | Dallas Mavericks | 56  | 15  | 18,6 | 49,4 | 30,6 | 76,9 | 2,6 | 2,1 | 0,9 | 0,2 | 8,5  |
| 2004-2005 | Dallas Mavericks | 60  | 17  | 23,5 | 43,7 | 20,0 | 73,7 | 3,6 | 2,1 | 1,4 | 0,2 | 9,1  |
| 2005-2006 | Dallas Mavericks | 62  | 29  | 28,5 | 48,0 | 21,1 | 75,4 | 3,6 | 2,8 | 1,1 | 0,2 | 10,2 |
| 2006-2007 | Indiana Pacers   | 45  | 4   | 17,8 | 45,9 | 23,1 | 70,0 | 1,8 | 1,3 | 0,6 | 0,2 | 7,1  |
| 2007-2008 | Indiana Pacers   | 74  | 1   | 20,9 | 43,0 | 26,5 | 69,8 | 2,9 | 1,9 | 1,1 | 0,2 | 8,2  |
| 2008-2009 | Indiana Pacers   | 54  | 43  | 31,5 | 45,1 | 20,0 | 72,1 | 4,6 | 2,1 | 1,1 | 0,5 | 13,6 |
| 2009-2010 | Boston Celtics   | 51  | 4   | 18,4 | 49,8 | 21,4 | 60,7 | 1,9 | 1,3 | 0,5 | 0,1 | 5,6  |
| 2010-2011 | Boston Celtics   | 49  | 0   | 19,1 | 49,1 | 19,0 | 68,4 | 2,3 | 1,3 | 0,8 | 0,4 | 5,5  |
| 2011-2012 | Boston Celtics   | 38  | 0   | 12,7 | 36,4 | 0,0  | 73,9 | 1,7 | 1,2 | 0,6 | 0,2 | 3,2  |
| 2012-2013 | Milwaukee Bucks  | 59  | 33  | 18,4 | 37,6 | 27,8 | 74,1 | 2,5 | 1,1 | 0,9 | 0,2 | 5,5  |
| Carriera  | Carriera         | 548 | 146 | 21,4 | 45,1 | 23,5 | 72,1 | 2,8 | 1,8 | 0,9 | 0,3 | 7,9  |

#### Playoffs
| Anno     | Squadra          | PG | PT | MP   | TC%  | 3P%  | TL%  | RP  | AP  | PRP | SP  | PP   |
| -------- | ---------------- | -- | -- | ---- | ---- | ---- | ---- | --- | --- | --- | --- | ---- |
| 2004     | Dallas Mavericks | 5  | 5  | 36,8 | 42,7 | 14,3 | 63,6 | 6,2 | 3,0 | 2,0 | 0,6 | 15,8 |
| 2005     | Dallas Mavericks | 11 | 0  | 15,0 | 43,3 | 16,7 | 70,4 | 3,1 | 1,3 | 0,5 | 0,3 | 6,5  |
| 2006     | Dallas Mavericks | 20 | 0  | 11,1 | 44,6 | 40,0 | 76,2 | 1,1 | 1,3 | 0,3 | 0,1 | 3,4  |
| 2010     | Boston Celtics   | 11 | 0  | 3,4  | 38,5 | 50,0 | 100  | 0,9 | 0,1 | 0,0 | 0,0 | 1,5  |
| 2012     | Boston Celtics   | 15 | 0  | 6,1  | 57,9 | 0,0  | 80,0 | 0,7 | 0,2 | 0,1 | 0,1 | 2,0  |
| 2013     | Milwaukee Bucks  | 3  | 0  | 11,0 | 54,5 | 0,0  | -    | 1,3 | 1,3 | 0,3 | 0,0 | 4,0  |
| Carriera | Carriera         | 65 | 5  | 11,3 | 44,9 | 20,8 | 73,3 | 1,7 | 1,0 | 0,4 | 0,1 | 4,3  |

## Palmarès
- NBA All-Rookie Second Team (2004)